# Ime Udoka
Ime Sunday Udoka (IPA: [ˈiːmeɪ uːˈdoʊkə]; Portland, 9 agosto 1977) è un allenatore di pallacanestro ed ex cestista statunitense con cittadinanza nigeriana, professionista nella NBA.
È il fratello di Mfon Udoka.

## Biografia
Udoka ha origini nigeriane per parte di padre (cosa che gli ha consentito di poter giocare con la Nazionale di pallacanestro della Nigeria il Campionato mondiale maschile di pallacanestro 2006). Sua sorella Mfon ha giocato nella WNBA. Sua madre, deceduta nel 2011, era americana dell'Illinois.
Nel novembre 2011, la sua fidanzata, Nia Long ha dato alla luce il loro primo figlio, Kez Sunday Udoka. Si sono sposati nel maggio del 2015.

## Carriera

### Giocatore
Udoka ha iniziato la sua carriera nel basket professionistico giocando nella NBDL con i Charleston Lowgators che lo hanno selezionato con la 39esima scelta nel draft 2002 della NBDL. È stato chiamato per giocare con i Los Angeles Lakers il 14 gennaio 2004, ma fu successivamente rilasciato. Dopo una breve esperienza in Europa, è tornato negli Stati Uniti e ancora una volta viene scelto al Draft NBDL. Questa volta come terza scelta assoluta dai Fort Worth Flyers nel Draft 2005 NBDL. Ha registrato una media di 17.1 punti e 6.2 rimbalzi a partita con i Flyers. Il 6 aprile 2006, Udoka fu firmato dai New York Knicks. Viene rilasciato dai Knicks l'11 settembre 2006.
Udoka venne quindi invitato al training camp della stagione 2006-07 per i Portland Trail Blazers, riuscendo a firmare e ad entrare a far parte del roster dei Blazers. Dopo aver giocato fino a quel momento solo 12 partite NBA nella sua carriera, Udoka partì titolare in ben 75 partite giocate nella stagione 2006-07. Ha giocato in media 28.6 minuti a partita registrando 8.4 punti, 3.7 rimbalzi, e 0.9 palle rubata a partita.
Nel 2007, Udoka firmò un contratto con i San Antonio Spurs. Ha giocato in 73 partite, registrando 5.8 punti e 3.1 rimbalzi in 18 minuti a partita. Nella sua seconda stagione con gli Spurs, Udoka giocò in 67 partite, giocandone 3 da titolare, e registrando 4.3 punti e 2.8 rimbalzi di media in 15.4 minuti a partita.
Nella stagione 2009, Udoka diventò free agent e rifirmò con i Trail Blazers. Fu tagliato il 22 ottobre 2009, ma firmò con i Sacramento Kings il 4 novembre 2009. Ha giocato con i Kings 69 partite, registrando una media di 3.6 punti e 2.8 rimbalzi in 13.7 minuti a partita.
Il 24 novembre 2010 tornò agli Spurs, ma fu rilasciato il 5 gennaio 2011 dopo aver giocato solo 20 partite.
Il 15 dicembre 2011 firmò con i New Jersey Nets. Tuttavia, venne tagliato il 23 dicembre 2011.
Nel gennaio 2012 firmò con gli spagnoli del Club Baloncesto Murcia.

### Allenatore

#### Assistente ai San Antonio Spurs (2012-2019)
Nell'agosto 2012 entrò a far parte dei San Antonio Spurs come assistente allenatore di Gregg Popovich. Udoka vinse il suo primo titolo NBA dopo che gli Spurs sconfissero i Miami Heat nelle NBA Finals 2014 per 4–1.
Udoka fu la chiave per arrivare alla firma di LaMarcus Aldridge con gli Spurs nel 2015, dal momento che entrambi avevano giocato insieme nei Portland Trail Blazers nella stagione 2006-2007.

#### Assistente ai Philadeplhia 76ers (2019-2020)
Nel giugno 2019 viene assunto come assistente allenatore per i Philadelphia 76ers.

#### Assistente ai Brooklyn Nets (2020-2021)
Il 30 ottobre 2020 i Brooklyn Nets lo assumono come assistente allenatore.

#### Boston Celtics (2021-2022)
Il 23 giugno 2021 diventa capo allenatore dei Boston Celtics dopo le dimissioni di Danny Ainge dal ruolo di General Manager, il quale venne sostituito dall'allora coach Brad Stevens.
Dopo un inizio di stagione difficile, a inizio 2022 riesce a cambiare la situazione a Boston, arrivando a vantare la squadra con la miglior difesa della lega dal mese di gennaio in poi; ciò lo porterà a vincere il premio di coach del mese di febbraio 2022. Grazie a lui infatti, i Boston Celtics nel 2022 avranno il secondo miglior record della lega con 21 vittorie e 8 sconfitte, permettendo di risalire dalla zona valida per la qualificazione del Play-In direttamente al secondo posto nella Eastern Conference.

## Statistiche

### NCAA
| Anno      | Squadra              | PG | PT | MP   | TC%  | 3P%  | TL%  | RP  | AP  | PRP | SP  | PP   |
| --------- | -------------------- | -- | -- | ---- | ---- | ---- | ---- | --- | --- | --- | --- | ---- |
| 1997-1998 | S. Francisco Dons    | 21 | -  | -    | 24,4 | 13,3 | 58,8 | 2,0 | 0,8 | 0,3 | 0,0 | 1,6  |
| 1999-2000 | Portland St. Vikings | 24 | 24 | 29,3 | 39,9 | 31,2 | 73,3 | 7,3 | 3,0 | 1,6 | 0,5 | 14,5 |
| Carriera  | Carriera             | 45 | 24 | 29,3 | 37,7 | 28,3 | 71,7 | 4,8 | 2,0 | 1,0 | 0,3 | 8,5  |

### NBA

#### Stagione regolare
| Anno      | Squadra             | PG  | PT | MP   | TC%  | 3P%  | TL%  | RP  | AP  | PRP | SP  | PP  |
| --------- | ------------------- | --- | -- | ---- | ---- | ---- | ---- | --- | --- | --- | --- | --- |
| 2003-2004 | L.A. Lakers         | 4   | 0  | 7,0  | 33,3 | 0,0  | 50,0 | 1,3 | 0,5 | 0,5 | 0,2 | 2,0 |
| 2005-2006 | N.Y. Knicks         | 8   | 0  | 14.3 | 37,5 | 33,3 | 50,0 | 2,1 | 0,8 | 0,1 | 0,0 | 2,8 |
| 2006-2007 | Portland T. Blazers | 75  | 75 | 28,6 | 46,1 | 40,6 | 74,2 | 3,7 | 1,5 | 0,9 | 0,2 | 8,4 |
| 2007-2008 | San Antonio Spurs   | 73  | 0  | 18,0 | 42,4 | 37,0 | 75,9 | 3,1 | 0,9 | 0,8 | 0,2 | 5,8 |
| 2008-2009 | San Antonio Spurs   | 67  | 3  | 15,4 | 38,3 | 32,8 | 60,9 | 2,8 | 0,8 | 0,5 | 0,2 | 4,3 |
| 2009-2010 | Sacramento Kings    | 69  | 2  | 13,7 | 37,8 | 28,6 | 73,7 | 2,8 | 0,8 | 0,5 | 0,1 | 3,6 |
| 2010-2011 | San Antonio Spurs   | 20  | 0  | 6,5  | 23,8 | 0,0  | 50,0 | 0,9 | 0,7 | 0,4 | 0,0 | 0,7 |
| Carriera  | Carriera            | 316 | 80 | 18,1 | 41,7 | 35,6 | 70,5 | 2,9 | 1,0 | 0,7 | 0,2 | 5,2 |

#### Play-off
| Anno     | Squadra           | PG | PT | MP   | TC%  | 3P%  | TL%  | RP  | AP  | PRP | SP  | PP  |
| -------- | ----------------- | -- | -- | ---- | ---- | ---- | ---- | --- | --- | --- | --- | --- |
| 2008     | San Antonio Spurs | 16 | 0  | 14,8 | 46,5 | 40,0 | 71,4 | 2,9 | 1,1 | 0,7 | 0,1 | 5,4 |
| 2009     | San Antonio Spurs | 5  | 0  | 20,8 | 35,0 | 12,5 | 40,0 | 4,6 | 0,8 | 0,8 | 0,2 | 3,4 |
| Carriera | Carriera          | 21 | 0  | 16,2 | 44,0 | 35,4 | 58,3 | 3,3 | 1,0 | 0,7 | 0,1 | 5,0 |

#### Massimi in carriera
- Massimo di punti: 21 vs Memphis Grizzlies (27 gennaio 2007)[23]
- Massimo di rimbalzi: 14 vs Golden State Warriors (8 gennaio 2010)
- Massimo di assist: 5 (3 volte)
- Massimo di palle rubate: 4 (4 volte)
- Massimo di stoppate: 2 (3 volte)
- Massimo di minuti giocati: 43 vs Milwaukee Bucks (6 dicembre 2006)

### Allenatore
| Stagione  | Squadra         | Regular Season | Regular Season | Regular Season | Regular Season | Regular Season           | Post Season                                    |
| Stagione  | Squadra         | V              | P              | % V            | G              | Posizione finale         | Post Season                                    |
| --------- | --------------- | -------------- | -------------- | -------------- | -------------- | ------------------------ | ---------------------------------------------- |
| 2021-2022 | Boston Celtics  | 51             | 31             | 62,2           | 82             | 1º in Atlantic Division  | Sconfitto alle NBA Finals dagli Warriors (2-4) |
| 2023-2024 | Houston Rockets | 41             | 41             | 50,0           | 82             | 3º in Southwest Division | Manca i Play-off                               |
|           | Carriera        | 92             | 72             | 56,1           | 164            |                          |                                                |

## Palmarès
- All-NBDL First Team (2006)
- All-NBDL Second Team (2004)